# Scarface (rapper)
Scarface, pseudonimo di Brad Terrence Jordan (Houston, 9 novembre 1970), è un rapper statunitense noto originalmente per essere membro dei Geto Boys.
Egli è stato artista solista dal 1991, diventando uno dei più famosi rapper del sud e mantenendo legami coi The Geto Boys.

## Carriera
Registrando col nome di Akshen iniziò la sua carriera con la Rap-A-Lot Records, una casa discografica di Houston. Alla fine degli anni '80 entrò nei The Geto Boys e pubblicò We Can't Be Stopped. Il cd ebbe ampio successo e assicurò ai The Geto Boys una solida base di fans, nonostante i loro testi violenti che li tennero lontani dalle radio e da Mtv.
Akshen cambiò soprannome in Scarface (cambiò anche il suo stile: da uno stile oratorio simile a quello di Kool G Rap a un normale stile con un tono più oscuro) in onore del film Scarface, in quanto si riconosceva in più punti nel personaggio interpretato da Al Pacino caratterialmente. Pubblicò il suo album solista d'esordio, Mr. Scarface Is Back. L'album fu un successo e la popolarità di Scarface superò ben presto quella degli altri membri dei Geto Boys. Scarface rimase nel gruppo mentre pubblicava una serie di album solisti che lo tenevano in alto nelle classifiche grazie alle sue vendite incoraggianti. L'11 marzo 1997 uscì l'album The Untouchable, contenente il singolo Smile prodotto da Scarface, Mike Dean, Tone Capone e un'apparizione postuma di Tupac Shakur (il rapper era stato assassinato il 13 settembre 1996) con cui fece pure la traccia "Homies and Thugs" con Master P che fu un tributo stesso a Tupac. Il singolo fu un successo e balzò al dodicesimo posto nella Billboard Hot 100. Nel 2000 uscì il suo album principale, The Last Of A Dying Breed, che ricevette ampi consensi sia di vendite che di critiche e che gli fece guadagnare un Source Award come Scrittore di testi dell'Anno.
Nel 2002 uscì The Fix e ritornò coi The Geto Boys in studio per registrare un album insieme, The Foundation. Scarface ha collaborato con altri artisti come Jay Z, Master P, Jadakiss, Chamillionaire, 2Pac, Faith Evans, Nas, Ice Cube, Dr. Dre, Lloyd Banks, Beanie Siegel, Young Jeezy, Too $hort, Bun B, Raekwon, Z-Ro e altri. Egli è riconoscibile per la voce unica e a volte esagerata e per la tecnica di rappare. Egli contribuì anche con Big Gee ed Akon e con Ray Cash nel suo singolo d'esordio.
In un'intervista, Scarface disse che non avrebbe più registrato materiale solista in quanto c'erano delle "differenze creative" con la Rap-A-Lot Records. L'ultimo suo album ufficiale, secondo lui, è stato The Fix nel 2002 e tutto quello distribuito dopo non ha niente a che fare con lui. Non tenne però conto delle sue partecipazioni con altri artisti. Scarface sta attualmente organizzandosi per una produzione; ha recentemente prodotto tre canzoni per l'album degli UGK Underground Kingz.
Scarface si è convertito all'Islam.

## Discografia

### Album in studio
- 1991 – Mr. Scarface Is Back
- 1993 – The World Is Yours
- 1994 – The Diary
- 1997 – The Untouchable
- 1998 – My Homies
- 2000 – The Last of a Dying Breed
- 2002 – The Fix
- 2006 – My Homies Part 2
- 2007 – Made (Scarface)
- 2008 – Emeritus
- 2015 – Deeply Rooted

### Mixtape
- 2008 – The Best of Scarface
- 2010 – Dopeman Music
- 2011 – Work Ethic

### Raccolte
- 2002 – Greatest Hits
- 2003 – Balls and My Word